# Hot News

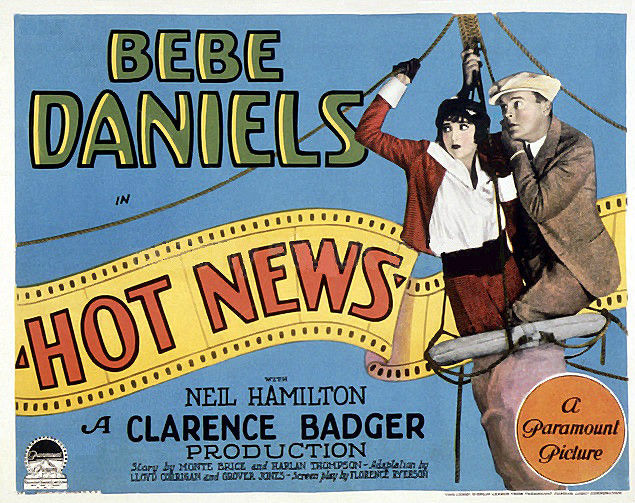
Carte promotionnelle du film Hot News

Hot News est un film muet américain de comédie réalisé par Clarence G. Badger et sorti en 1928.

## Fiche technique
- Réalisation : Clarence G. Badger
- Scénario : Monte Brice, Lloyd Corrigan, Grover Jones, George Marion, Jr., Florence Ryerson d'après Harlan Thompson
- Production : Paramount Famous Lasky Corporation
- Distributeur : Paramount Pictures
- Photographie : William Marshall
- Cadreur : Loyal Griggs
- Lieu de tournage : Alabama Hills[1]
- Montage : Tay Malarkey
- Noir et blanc
- Son : muet
- Genre : comédie romantique
- Durée : 70 minutes
- Date de sortie: 
  - États-Unis : 14 juillet 1928

## Distribution
- Bebe Daniels : Pat Clancy
- Neil Hamilton : Scoop Morgan
- Paul Lukas : James Clayton
- Alfred Allen : Michael Clancy
- Spec O'Donnell : Spec
- Ben Hall : Benny
- Mario Carillo : Maharajah

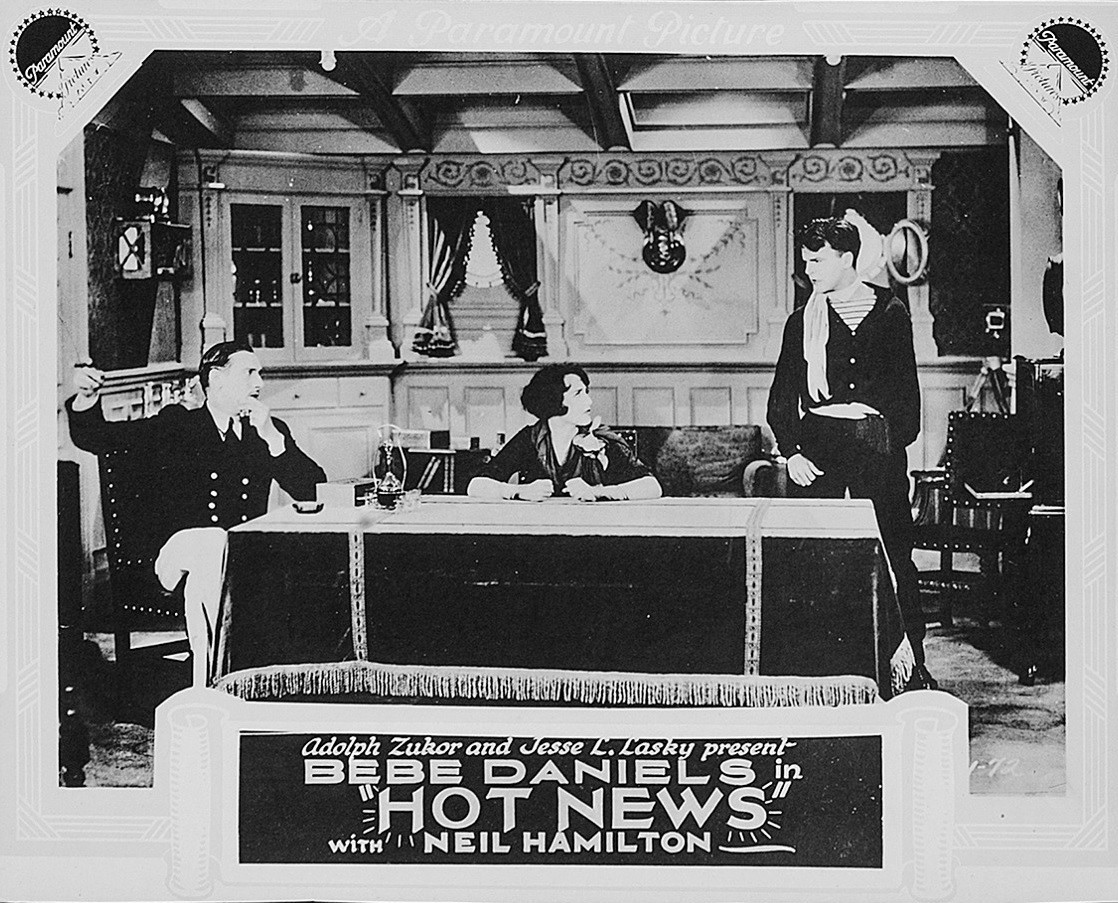
Carte promotionnelle du film avec Bebe Daniels.

- Maude Turner Gordon : Mrs. Van Vleck
- Guy Oliver